# Bas (glasbilo)
Bas opisuje glasbila, ki proizvajajo tone v nizko-frekvenčnem razponu. Pripadajo različnim družinam glasbil in lahko zajemajo širok spekter glasbenih področij. Ker proizvaja nizke tone po navadi zahtevajo dolg zračni stolpec ali strune, zato so basovska glasbila največja v svojih družinah ali razredih glasbil.
Razvrščanje teh glasbil je težko, saj nekatera glasbila spadajo v več kot eno kategorijo. Violončelo velja za tenor v nekaterih orkestralnih okoljih, v godalnem kvartetu pa je bas instrument.
Spodnji primeri so razvrščeni v skupine po splošni obliki in tehniki igranja:
- Kontrabas z violo da gamba in družino violin (glasbilo, ki ga imenujejo »bas« v evropski klasični glasbi in jazzu. Včasih imenovan »strunski bas«, da se loči od »medeninastega basa« ali »bas roga« ali »pokončnega basa« in da se loči od »bas kitare«)
- Bas kitara in akustična bas kitara, glasbilo oblikovano, zgrajeno in uporabljeno kot kitara, ki igra v območju basov. Električna bas kitara se v pop in rock glasbi običajno imenuje kar »bas«.
- Bas rog, kot je tuba, Serpent in susafon so nizko uglašene različice posebnih vrst trobil in lesenih pihal, kot so basovska pozavna, fagot, basovski klarinet in basovski saksofon, itd. (manj pogosta uporaba)
- Bas klavirature, klaviratura kot alternativa bas kitari ali kontrabasu (npr. Fender Rhodes bas klavir iz leta 1960 ali 13-note MIDI klaviratura v 2000-ih)
- Pralno korito bas, preprost ljudski instrument
- Veliki boben

Glasbeniki, ki igrajo enega od teh glasbil so pogosto znani kot basisti. Uporabljajo se tudi drugi posebni izrazi, kot so »bas kitarist«, »dvojni basist«, itd.